# Habo Wolley
Habo Wolley är en volleybollklubb från Habo i Sverige.

## Historia
Våren 1987 bildades Habo Wolley av några pojkar i 17–18-årsåldern. Tidigare hade de spelat volleyboll i Habo SMU.
Habo Wolleys herrlag spelade fem säsonger i division 1 och var med i tre elitseriekval innan man fick en elitserieplats. Habo Wolley förlorade elitseriekval under säsongerna 1995/1996 och 1996/1997. Säsongen 1997/1998 vann klubben serien och gick sedan vidare från kvalet till Elitserien. Nyckelspelare i laget som tog klivet upp var Simon Dahl (senare OS-spelare i beachvolleyboll), Stefan Freij, Alexander Gissy och Pål Göransson. 
Efter två svåra säsonger i Elitserien bestämde sig klubben för en ny målsättning. Målet blev att etablera Habo Wolley som ett topplag i Elitserien och att ta SM-guld inom fem säsonger. Habo Wolley satsade på att bygga laget långsiktigt med flera egna produkter. Värvade två kanadensare, Adrian Wouts och David Sol. Säsongen 2000/2001 var laget, en blandning gamla och nya spelare såsom Jens Ottosson, Christian Rundbladh och Alexander Gissy, Robert Blomqvist och Klas Gustafsson. Laget kom nästan till slutspel. Säsongen 2001/2002 tog sig Habo Wolley till slutspel, där de förlorade mot Örkelljunga VK.
Säsongen 2005/2006 gick Habo Wolley till SM-semifinal. Nyckelspelare i laget för denna säsong var spelare som Robert Blomqvist, Marcus Andersson och Igor Ledic. Till säsongen 2006/2007 värvade föreningen internationellt erkände passaren Jeremy Wilcox och hårtslående spikern David Sol från Kanada. Föreningen tog sin första inomhustitel 2007 genom att vinna Grand Prix. 
Säsongen 2011/2012 återstartades klubbens damlag efter några år i träda. Inför säsongen 2014/2015 blev damlaget uppdelat i ett lag som spelar för KFUM Jönköping och ett yngre damlag som spelar för Habo Wolley.

## Beachvolley
Samtidigt med utvecklingen i volleyboll växte intresset för beachvolleyboll och 1993 tog klubben sin första SM-medalj i disciplinen då Emil Norberg/Jens Ottosson tog en tredjeplats i herrklassen vid SM i Båstad. 2002 vann Viktor Norberg och Pelle Hugoson klubbens första SM-guld på seniorsidan i beachvolleyboll. Föreningen har på senare år inte satsat lika hårt på beachvolleyboll som under 1990-talet.

## Ungdomslag
Habo Wolley har vunnit många ungdomsmästerskap genom åren. 1995/1996 vann klubben för första gången junior-SM med att lag anfört av Viktor Norberg och Pelle Hugoson. Junior-SM har sedan vunnits vid ytterligare fyra tillfällen: 2000, 2003, 2019 och 2021. 
Klubbens mest framgångsrika ungdomslag var länge Pojkar födda 1977 som vann ungdoms-SM i alla tre åldersklasser B-SM, A-SM och J-SM. Killarna födda 1993 tog bronsmedalj i pojk-SM 2009 och året efter tog herrlaget födda 1990 och senare en silvermedalj.
2015 vann killar födda 1997/98 brons vid U19-SM i Katrineholm. Pojkar födda 2001 och senare tog silver i u16-SM 2016 och pojkar födda 2000 och senare tog brons I ungdoms-SM på hemmaplan i maj 2017. Pojkar födda 2000 vann 2019 U20-SM. Allra mest framgångsrika är gruppen med pojkar födda 2003-2004 som har vunnit alla ungdomsklasser från fyrmannavolleyboll till U16-SM och U18-SM och Junior-SM (ofta även i äldre åldersklasser).
Inför säsongen 2011/2012 startade föreningen upp en barnverksamhet ”VolleyBompa” för 4-6-åringar och ”KIdsvolley” för 6-10-åringar. Föreningen fick det första året 80 spelare under 10 år. Föreningen växte säsongen 2012/2013 till 180 aktiva spelare och över 300 medlemmar. Under den efterföljande säsongen 2013-2014 fortsatte föreningens bygga sin barnverksamhet Kidsvolley och ungdomsverksamheten. Antalet aktiva spelare ökade till 245 stycken. Under åren som följer fortsätter klubben att växa och säsongen 2018/2019 är det 450 aktiva medlemmar som är igång i Habo Wolley. Under dessa år har föreningen även varit pådrivande inom svensk volleybollträning att utveckla VolleyBompa, Kidsvolley och Unga ledare för att få volleybollsporten av växa. Detta har varit lyckosamt då mer än 40 föreningar i landet anammat tankarna och startat upp VolleyBompa.

### Fotnoter
1. ↑  ”Historia”. Habo Wolley. Arkiverad från originalet den 28 januari 2015. https://web.archive.org/web/20150128111745/http://www.habowolley.se/klubben/historia/. Läst 6 juni 2022.
2. 1 2 3  ”Klubben”. Habo Wolley. Arkiverad från originalet den 20 april 2022. https://web.archive.org/web/20220420033305/http://www.habowolley.se/klubben/. Läst 6 juni 2022.
3. ↑  ”SM Herr 2021/22 - SM-Slutspel Herrar 2021/22”. Svenska Volleybollförbundet. https://svbf-web.dataproject.com/CompetitionMatches.aspx?ID=280&PID=362. Läst 13 april 2024.
4. ↑  ”SM Herr 2022/23 - SM-Slutspel Herrar 2022/23”. Svenska Volleybollförbundet. https://svbf-web.dataproject.com/CompetitionMatches.aspx?ID=334&PID=434. Läst 13 april 2024.
5. ↑  ”SM-slutspel Herrar 2023/24”. Svenska Volleybollförbundet. https://svbf-web.dataproject.com/CompetitionMatches.aspx?ID=380&PID=482. Läst 26 april 2024.
6. ↑  Peter Gustafsson (27 mars 2010). ”Nu börjar kvalspelet för Habo Wolley”. Jnytt. Arkiverad från originalet den 19 oktober 2014. https://web.archive.org/web/20141019220853/http://www.jnytt.se/nu-borjar-kvalspelet-for-habo-wolley. Läst 11 mars 2015.